# Reginald Lee
Reginald Robinson Lee (Benson, 19 maggio 1870 – Kenilworth, 6 agosto 1913) è stato un marinaio britannico.
Insieme al collega Frederick Fleet, fu una delle vedette che avvistarono l'iceberg con il quale il Titanic entrò in collisione verso le 23:40 del 14 aprile 1912, per poi affondare.

## Biografia
Reginald Lee nacque a Benson, in Inghilterra; all'età di quasi 42 anni si unì all'equipaggio del Titanic, il 6 aprile 1912, dopo il trasferimento dalla nave gemella Olympic. Il 14 aprile di quell'anno Lee e Fleet, come vedette del Titanic, erano sprovvisti di binocoli; ciò li mise in difficoltà nel possibile avvistamento di ghiaccio galleggiante nel pieno di un Oceano Atlantico particolarmente calmo (quindi senza onde che scrosciavano alla base di eventuali ostacoli, rendendoli visibili) ed in una notte di luna nuova, al punto che, quando Fleet vide un grosso iceberg e diede l'allarme, la nave era ormai a poche centinaia di metri di distanza da esso e, nonostante una veloce manovra evasiva, lo colpì venendo squarciata. Dopo la collisione, Lee fu incaricato di comandare la lancia di salvataggio n. 13 e di conseguenza riuscì a salvarsi dal disastro, come il compagno Fleet, anch'esso imbarcatosi in una lancia di salvataggio, precisamente la n. 6.
Dopo la tragedia, Lee ed altri ufficiali sopravvissuti rilasciarono le loro testimonianze alla Board of Trade Inquiry (Comitato dell'Ufficio del Commercio). Lee morì poco tempo dopo, il 6 agosto 1913 a Kenilworth, di polmonite. La sua tomba si trova nel cimitero di Highland Road a Portsmouth.

## Filmografia
Reginald Lee è stato ritratto da diversi attori nei diversi film dedicati al disastro del RMS Titanic:
- nel film Titanic del 1953, da James O'Hara (Il personaggio porta nel film il nome di Devlin)
- in Titanic, latitudine 41 nord del 1958, da Roger Avon
- nel film TV S.O.S. Titanic del 1979 da Kevin O'Shea
- nel film Titanic del 1996, da Aaron Pearl
- in Titanic del 1997, da Martin East